# Niccolò Circignani

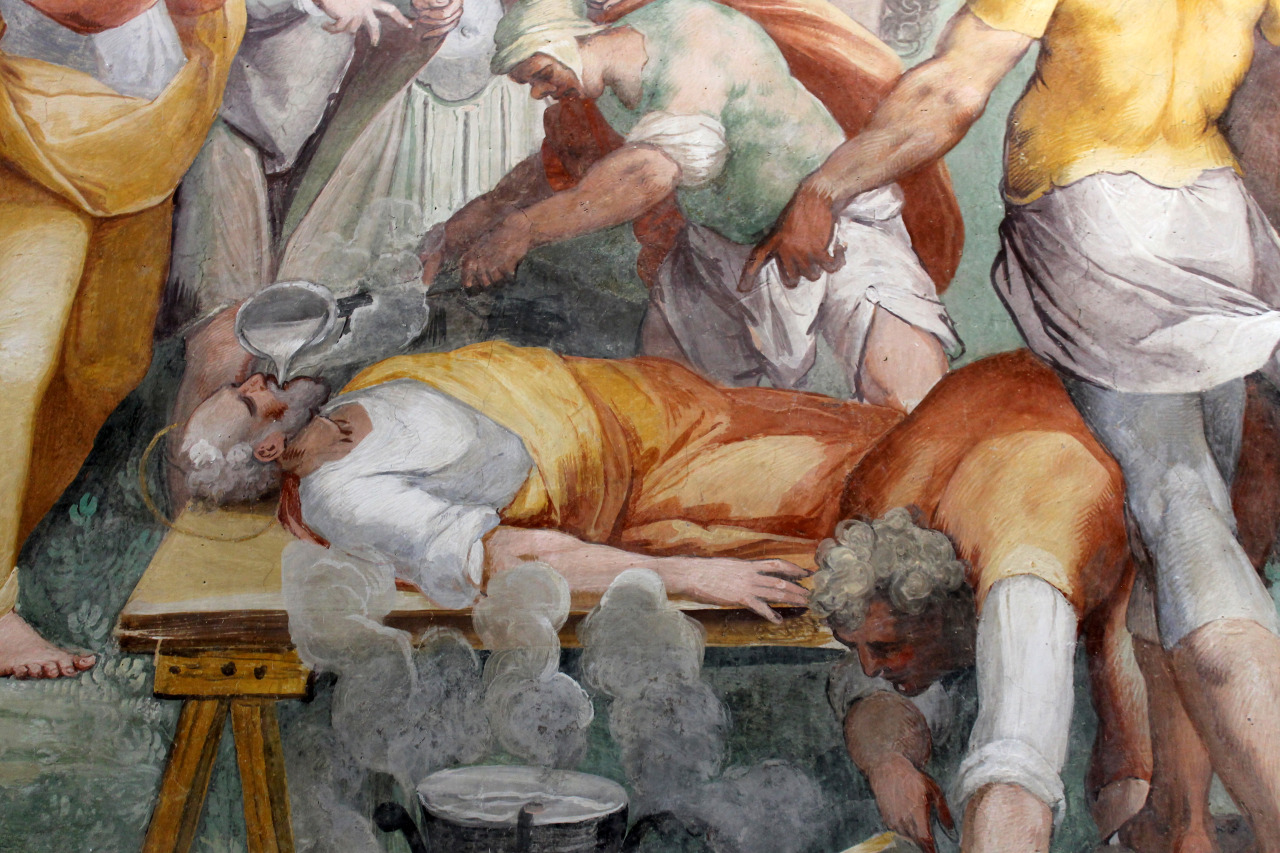
Den helige Primus martyrium. Fresk i kyrkan Santo Stefano Rotondo i Rom.

Niccolò Circignani, kallad Il Pomarancio, född omkring 1520 i Pomarance, Toscana, död 1597 i Città della Pieve, Umbrien, var en italiensk målare. Han var medlem av Accademia di San Luca.
I Rom har han utfört fresker i bland andra kyrkorna Santo Stefano Rotondo, Il Gesù, Oratorio del Santissimo Crocifisso, San Giovanni dei Fiorentini, Santa Maria di Loreto, Santa Croce in Gerusalemme, Santa Pudenziana, Santi Giovanni e Paolo och San Tommaso di Canterbury. 

### Webbkällor
- Cordaro, Michele (1981). ”CIRCIGNANI, Nicolò, detto il Pomarancio”. Dizionario Biografico degli Italiani – Volume 25. Treccani. http://www.treccani.it/enciclopedia/circignani-nicolo-detto-il-pomarancio_%28Dizionario_Biografico%29/. Läst 11 mars 2016.